# École nationale supérieure Louis-Lumière
L'École nationale supérieure Louis-Lumière (ou ENS Louis-Lumière) est une grande école française de cinéma, photographie et son, fondée en 1926 et installée depuis 2012 à la Cité du cinéma à Saint-Denis.
Elle est historiquement la deuxième école de cinéma au monde après la VGIK (Moscou, Russie) et la plus ancienne des six écoles de l'enseignement supérieur public français où sont enseignés les métiers du cinéma (avec la Fémis à Paris, la CinéFabrique à Lyon, Image & Son à Brest, le SATIS à Aubagne, l'Institut européen de cinéma et d'audiovisuel (IECA) à Nancy et l'École nationale supérieure de l'audiovisuel (ENSAV) à Toulouse).
L'ENS Louis-Lumière est membre de l'université Paris-Lumières (UPL), communauté d'universités et établissements créée par l'université Paris-VIII et l'université Paris-Nanterre. Elle est également impliquée dans l'École universitaire de recherche ArTeC, depuis sa création en 2018 par l'UPL.

## Historique

### 1926: fondation de l'école à Paris
Créée en 1926 sous l'impulsion de personnalités comme Louis Lumière ou Léon Gaumont, initialement sous le nom d'« École technique de photographie et de cinéma » (ETPC) puis devenue l'« École nationale de photographie et cinématographie » (ENPC), cette école professionnelle de grande renommée fut installée au 85, rue de Vaugirard à Paris pour sa première rentrée des élèves en octobre 1927, jusqu'en 1973, d'où son surnom de « Vaugirard »,. Les études sont sanctionnées par le CAP en section photographie depuis 1945 jusqu'en 1963, année où l'examen du Brevet de maîtrise a dû être annulé et reporté à 1966 en même temps que le BTS créé en 1962 pour remplacer le brevet professionnel. En 1967, il est prévu que l'école s'installe à Saint-Germain-en-Laye, mais finalement elle ira s'installer rue Rollin, dans le 5e arrondissement jusqu'en 1989.

### 1989: ère Noisy-le-Grand
L'école a occupé de 1989 à juillet 2012 un ensemble de 8 000 m2 situé à Noisy-le-Grand (Seine-Saint-Denis), au sein d'un dispositif économique et universitaire qui comprenait entre autres, l'Université Paris-Est-Marne-la-Vallée et l'Institut national de l'audiovisuel (INA).

### 2012: déménagement à la Cité du cinéma de Saint-Denis
En 2012, l'ENS Louis-Lumière emménage dans de nouveaux locaux, qu'elle loue à la Caisse des dépôts et consignations, au sein de la Cité du cinéma, alors inaugurée par le réalisateur français Luc Besson,.
En 2017, trois hauts fonctionnaires, dont l'ancienne directrice de l'école Francine Levy, sont condamnés par la Cour de discipline budgétaire et financière à de très faibles amendes pour des défaillances dans le financement de la Cité du Cinéma, au détriment de l'ENS Louis-Lumière, accueillie pour un loyer trop élevé.
Le 1er octobre 2018, la ComUE Université Paris-Lumières et l'ENS Louis-Lumière annoncent la création de l'École universitaire de recherche ArTeC, pour Arts, Technologie et Création, faisant suite à l'obtention d'un financement de 10 ans par le programme d’investissements d'avenir (PIA) du Ministère de l'Enseignement supérieur, de la Recherche et de l'Innovation pour la fondation d’une « École Universitaire de Recherche »,.

### 2017: éviction pour les Jeux olympiques de 2024
En octobre 2017, l'ENS Louis-Lumière apprend qu'elle va devoir déménager avec l'attribution par le Comité international olympique (CIO) des Jeux olympiques d'été de 2024 à Paris, où le cœur du village olympique doit s'installer dans la Cité du cinéma.
En mai 2023, après des négociations avec la Caisse des dépôts et consignations qui ont permis d'obtenir une baisse importante du loyer, la direction de l'école renonce à son projet de déménagement temporaire durant neuf ans sur trois sites à Saint-Denis, sur le campus interuniversitaire Condorcet. L'ENS Louis-Lumière doit désormais déménager durant douze mois pour permettre l'installation du Village des athlètes à l'occasion des Jeux olympiques de Paris 2024, après quoi elle reviendra à la Cité du cinéma pour quelques années. À terme, l'ENS Louis-Lumière doit rejoindre un nouveau site, dont l'État sera propriétaire, au sein du campus universitaire Descartes à Champs-sur-Marne. En conséquence, l'école doit se rattacher à l'université Gustave-Eiffel en tant qu'établissement-composante,.
Cependant, ces mesures se heurtent à la forte opposition des étudiants, ces derniers remettant en cause le mandat du directeur de l’école : Vincent Lowy, en fonction depuis 2017,, Il démissionne en février 2025 suite à un rapport de l'IGESR (Inspection générale de l'éducation, du sport et de la recherche) préconisant son départ.

## Directeurs
- Paul Montel de 1927 à 1946.
- Robert Mauge (1927-2014), de 1947 à 1962.
- Gérard Delaisement (1920-2013), de 1962 à 1964.
- Pierre Philibert, à partir de 1965.
- Adrien Touboul, de 1965 à 1987.
- Helios Privat, de 1987 à 1990.
- Henri Frizet, de 1991 à 1996.
- Georges Dadoun, de 1996 à 2001.
- Jacques Arlandis, de 2002 à 2007.
- Francine Lévy, de 2007 à 2017.
- Vincent Lowy, 2017 à 2025 (démission).

- Frédéric Fleury, par intérim depuis mars 2025[19]

## Vie étudiante

### Évolution démographique
Évolution démographique de la population universitaire 

| 2017 | 2018 | 2019 | 2020 | 2021 | 2022 | - | - |
| ---- | ---- | ---- | ---- | ---- | ---- | - | - |
| 146  | 148  | 147  | 144  | 147  | 144  | - | - |

## Anciens élèves notoires
De nombreux professionnels de renom sont sortis de cette école, parmi lesquels :
- Philippe Agostini (chef opérateur)
- Yves Angelo (chef opérateur et réalisateur)
- Tran Anh Hung (réalisateur)
- Jean-Jacques Annaud (réalisateur)
- Claire Atherton (monteuse)
- Bernard Aubouy (ingénieur du son)
- Julie Balagué (photographe)
- Pierre Bachelet (chanteur)
- Yves Barsacq (comédien, acteur)
- Pierre Berdoy (photographe)
- Charles Bitsch (chef opérateur et réalisateur)
- Noëlle Boisson (monteuse)
- Jean Boffety (chef opérateur)
- Samuel Bollendorff (photographe)
- Hugo Boris (écrivain)
- René Bouillot (journaliste et auteur)
- Marc Boulet (écrivain)
- Léon Bouzerand (photographe, Photo, promotion 1932)
- Cheick Fantamady Camara (réalisateur)
- Ghislain Cloquet (chef opérateur)
- Philippe Cousteau (chef opérateur et réalisateur)
- Philippe de Broca (réalisateur)
- Remy Chevrin (chef opérateur)
- Henri Decaë (chef opérateur)
- Jacques Demy (réalisateur)
- Bertrand Desprez (photographe, Photo, promotion 1988)
- Jean-Claude Diamant-Berger (poète)
- Jaco van Dormael (réalisateur)
- Jean-Yves Escoffier (chef opérateur)
- Louis Fattal + (Portraitiste, promotion 1952)
- Stéphane Fontaine (chef opérateur)
- Louis de Funès (acteur)
- Pierre Gamet (ingénieur du son)
- Éric Gautier (chef opérateur)
- Hervé Gloaguen (photographe), en 1958
- Bernard Guiraud  (écrivain)
- Henri Helman (réalisateur, scénariste)
- Dominique Hennequin (mixeur)
- Nicolas Herdt (réalisateur, chef opérateur)
- Julien Hirsch (chef opérateur)
- Jacques Hoden (photographe)
- Michel Houellebecq (écrivain)
- Olivier Jobard (photographe)
- Parviz Kimiavi (réalisateur)
- Gérard Lamps (ingénieur du son)
- Jeanne Lapoirie (cheffe opératrice)
- Jos Le Doaré (1904-1976), (photographe, éditeur), entré à l'école en 1927
- Pierre Lhomme (chef opérateur)
- William Lubtchansky (chef opérateur)
- Yvon Marciano (chef opérateur, réalisateur)
- Alain Maury (astronome)   (astronome et photographe)
- Henri Moline (réalisateur, ingénieur du son)
- Bernard Musson (acteur, photo 1946)
- Gaspar Noé (réalisateur)
- Euzhan Palcy (réalisatrice)
- Antonin Peretjatko (réalisateur)
- Hugues Poulain (chef opérateur)
- Philippe Rousselot (chef opérateur)
- Françoise Saur (photographe, prix Niépce 1979)
- Paul Savatier (romancier, comédien, scénariste)
- Albert Schimel (directeur de la photographie)
- Franck Schneider (producteur et réalisateur)
- Eduardo Serra (chef opérateur)
- Bob Swaim (réalisateur)
- Marianne Tardieu  (réalisatrice et cheffe opératrice)
- Pierre Tchernia (réalisateur et animateur de télévision)
- Claude Zidi (réalisateur)
- Salim SEFRIOUI (photographe)
- Fred Zinnemann (réalisateur)
- Bernard Zitzermann (chef opérateur)
- France Keyser (photographe)

Depuis la création de l'Académie des arts et techniques du cinéma (Académie des César) en 1975, d'anciens élèves sont nommés ou récompensés chaque année pour la photographie, le son, le montage ou la réalisation.
Parmi les lauréats : 
- Yves Angelo (Ciné, promotion 1975), César de l'image 1990 pour Nocturne indien ; César de l'image 1992 pour Tous les matins du monde ; César de l'image 1994 pour Germinal ;
- François Groult (Son, promotion 1975), César du son 2000 pour Jeanne d'Arc de Luc Besson ;
- Gérard Lamps (Son, promotion 1968), César du son 2006 pour La Marche de l'empereur de Luc Jacquet ; César 2004 pour Pas sur la bouche d'Alain Resnais ; César du son 2001 pour Harry, un ami qui vous veut du bien de Dominik Moll ;
- Nicolas Cantin (Son, promotion 1994), Nicolas Naegelen (Son, promo.1983) et Daniel Sobrino (Son, promo.1994), César du son 2005 pour Les Choristes de Christophe Barratier ;
- Noëlle Boisson (Ciné, promotion 1966), César du montage 2005 pour Deux Frères de Jean-Jacques Annaud ;
- Julien Hirsch (Ciné,promotion 1988), César de l'image 2007 pour Lady Chatterley de Pascale Ferran ;
- Éric Gautier (Ciné, promotion 1982), César de l'image 2009 pour Un conte de Noël d'Arnaud Desplechin ; César 1999 pour Ceux qui m'aiment prendront le train de Patrice Chéreau ;
- Pierre Pinaud (Ciné, promotion 1992), César 2009 du court-métrage Les Miettes de Pierre Pinaud ;
- Hervé Buirette (Son, promotion 1979) et Jean Minondo, César 2009 pour la saga Jacques Mesrine de Jean-François Richet ;
- Stéphane Fontaine (Ciné, promotion 1985), César de l'image 2010 pour Un prophète de Jacques Audiard ; César 2006 pour De battre mon cœur s'est arrêté de Jacques Audiard ;
- Selim Azzazi (Son, promotion 1999), César 2010 pour Le concert de Radu Mihaileanu ;
- Daniel Sobrino (Son, promotion 1994), César du son 2011 pour Gainsbourg, vie héroïque de Joann Sfar ;
- Claire Mathon (Cinéma, promotion 1998), César de l'image 2020 pour Portrait de la jeune fille en feu de Céline Sciamma.

En 1938, l'Association amicale des anciens élèves de l'école technique de photographie et de cinématographie a été créée par des jeunes gens fraîchement sortis de l'école. Elle a depuis été renommée Anciens élèves de Vaugirard Louis-Lumière (AEVLL). Cette association, qui édite l'annuaire des anciens élèves, est un réseau qui maintient les contacts à travers la profession et aide les jeunes sortant à démarrer dans les métiers, notamment par un parrainage des étudiants.
Ce sont des étudiants de Louis-Lumière qui réalisent chaque année la photographie officielle du déjeuner des nommés aux César, pour les catégories de la meilleure image, du meilleur son, du meilleur montage, des meilleurs décors et des meilleurs costumes.